# Shine Post
Shine Post (シャインポスト Shain Posuto?) es un proyecto de medios mixtos con temática de idols japonesas creado por Konami Digital Entertainment y Straight Edge. Una serie de novelas ligeras escrita por Rakuda e ilustrada por Buriki, titulada Shine Post: Nee Shitteta? Watashi o Zettai Idol ni Suru Tame no, Goku Futsū de Atarimae na, to Bikkiri no Mahou (シャインポスト ねえ知ってた？　私を絶対アイドルにするための、ごく普通で当たり前な、とびっきりの魔法 Shain Posuto: Nee Shitteta? Watashi o Zettai Aidoru ni Suru Tame no, Goku Futsū de Atarimae na, to Bikkiri no Mahou?, "lit. Shine Post: ¿Lo sabías? La magia más ordinaria, natural y única para convertirme en una idol absoluta), comenzó su publicación por ASCII Media Works bajo su sello Dengeki Bunko con un solo volumen lanzado en octubre de 2021. Una serie de manga será serializada en la revista de manga Gekkan Comic Alive de Media Factory, y un videojuego de Akihiro Ishihara será desarrollado por Konami Digital Entertainment. Una serie de televisión de anime de Studio Kai que se emitió de julio a octubre de 2022.

## Personajes
Haru Nabatame (青天国春 Nabatame Haru?)
 Seiyū: Sayumi Suzushiro
Kyо̄ka Tamaki (玉城杏夏 Tamaki Kyо̄ka?)
 Seiyū: Moeko Kanisawa
Rio Seibu (聖舞理王 Seibu Rio?)
 Seiyū: Yūko Natsuyoshi
Yukine Giongi (祇園寺雪音 Giongi Yukine?)
 Seiyū: Rimo Hasegawa
Momiji Itо̄ (伊藤紅葉 Itо̄ Momiji?)
 Seiyū: Rika Nakagawa

## Media

### Novela ligera
Una adaptación a novela ligera titulada Shine Post: Nee Shitteta? Watashi o Zettai Idol ni Suru Tame no, Goku Futsū de Atarimae na, to Bikkiri no Mahou (シャインポスト ねえ知ってた？　私を絶対アイドルにするための、ごく普通で当たり前な、とびっきりの魔法 Shain Posuto: Nee Shitteta? Watashi o Zettai Aidoru ni Suru Tame no, Goku Futsū de Atarimae na, to Bikkiri no Mahou?, "lit. Shine Post: ¿Lo sabías? La magia más ordinaria, natural y única para convertirme en una idol absoluta) escrita por Rakuda e ilustrada por Buriki comenzó a publicarse en ASCII Media Works bajo su sello Dengeki Bunko el 8 de octubre de 2021, con un volumen publicado hasta el momento.
| Volúmenes de novelas ligeras publicadas | Volúmenes de novelas ligeras publicadas | Volúmenes de novelas ligeras publicadas |
| Número                                  | Fecha de lanzamiento                    | ISBN                                    |
| --------------------------------------- | --------------------------------------- | --------------------------------------- |
| 1                                       | 8 de octubre de 2021                    | ISBN 9784049140446                      |

### Manga
Una adaptación a manga será serializada en la revista de manga Gekkan Comic Alive de Media Factory.

### Videojuego
Un videojuego del proyecto fue anunciado el 26 de octubre de 2021, el cual será desarrollado por Konami Digital Entertainment, bajo la producción de Akihiro Ishihara.

### Anime
Se anunció una adaptación al anime el 26 de octubre de 2021. La serie está animada por Studio Kai y dirigida por Kei Oikawa, con SPP manejando la composición de la serie, Tatsuto Higuchi y Rakuda (autor de la serie de novelas ligeras) escribiendo los guiones, Yoshihiro Nagata diseñando los personajes y Yōhei Kisara componiendo la música de la serie. La serie se emitió del 13 de julio al 19 de octubre de 2022, en el bloque de programación AnichU de Nippon TV y otras cadenas. Sentai Filmworks obtuvo la licencia de la serie y la transmitió en HIDIVE. Plus Media Networks Asia obtuvo la licencia de la serie en el Sudeste Asiático.